# Занулення

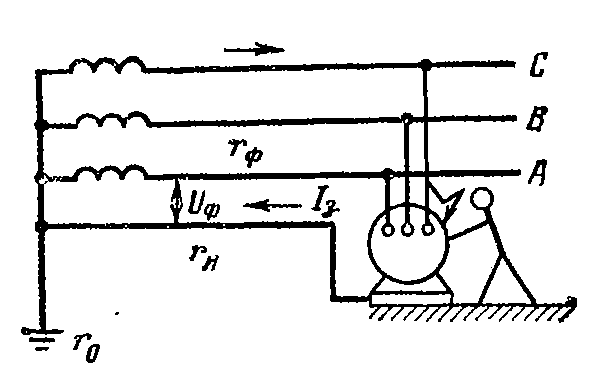

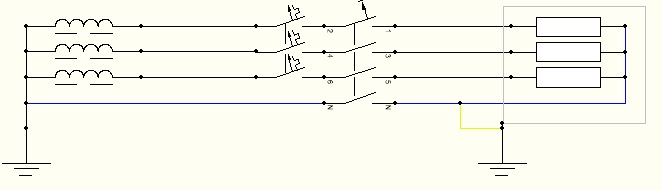
TN-C

Зан́улення — навмисне електричне з'єднання з нульовим провідником металевих струмопровідних, але не струмовідних частин, які можуть опинитися під напругою.
Метою занулення, є усунення небезпеки ураження людини під час пробою на корпус обладнання однієї фази мережі електричного струму. Це досягається шляхом швидкого відімкнення максимальним струмовим захистом частини мережі, на якій трапилося замикання на корпус.
Завдяки приєднанню до нейтральної точки джерела всіх струмопровідних частин обладнання, однофазне замикання на корпус перетворюється на однофазне коротке замикання, яке призводить до спрацювання струмового захисту (автоматичний вимикач, запобіжник).
В електричних мережах з глухозаземленою нейтраллю, насамперед, виконується занулення.